# SN 2003ay
SN 2003ay – supernowa typu Ia odkryta 19 lutego 2003 roku w galaktyce A040726+2807. W momencie odkrycia miała maksymalną jasność 19,10m.